# ألدو رومانو
ألدو رومانو (بالإيطالية: Aldo Romano)‏ (21 يوليو 1931 بريشا إيطاليا - ) هو لاعب كرة قدم إيطالي، يلعب كحارس مرمى.

## مسيرته

### مسيرته مع الأندية
- 1953 - 1956 لعب مع نادي بريشيا 27 مباراة سجل خلالها 27 هدف.
- 1956 - 1957 لعب مع نادي سبال مباراتين سجل خلالها 5 أهداف.